# Inkurans
Inkurans är en värdeminskning av en vara beroende på att den är skadad, tekniskt eller modemässigt föråldrad eller liknande. Vid försäljning av en inkurant vara kan rabatt förekomma. När ett varulager värderas inför exempelvis ett bokslut måste hänsyn tas till inkurans.
Enligt inkomstskattelagen kan man göra en generell nedskrivning på hela lagret på f n (2009) 3 % på anskaffningsvärdet under förutsättning att detta värde är lägre än det som ges av lägsta värdets princip. 